# Horse (album)
Horse – jedyny oficjalnie wydany album grupy Horse (1970, RCA).

## Lista utworów
1. „The Sacrifice”
2. „See the People Creeping Round”
3. „And I Have Love You”
4. „Freedom Rider”
5. „Lost Control”
6. „To Great the Sun”
7. „The Journey” (Trad.)
8. „Heat of the Summer”
9. „Gypsy Queen”
10. „Step Out of Line”

Autorami wszystkich utworów, poza wymienionym, są Rod Roach i Adrian Hawkins.

## Skład
- Adrian Hawkins - śpiew
- Colin Standring - gitara basowa
- Rod Roach - gitara
- Rick Parnell - perkusja